# John Cabot
John Cabot o Giovanni Caboto (potser Gènova, 1450 - viatjant en alta mar, 1498) fou un navegant de nacionalitat veneciana al servei d'Anglaterra. S'ha especulat sobre el seu origen català, però sense aportar proves concloents.
En intentar trobar una ruta per arribar a la Xina a través de l'Atlàntic septentrional, descobrí les costes de la península del Labrador i de Nova Anglaterra (1497-1498).

## Cognom i orígens

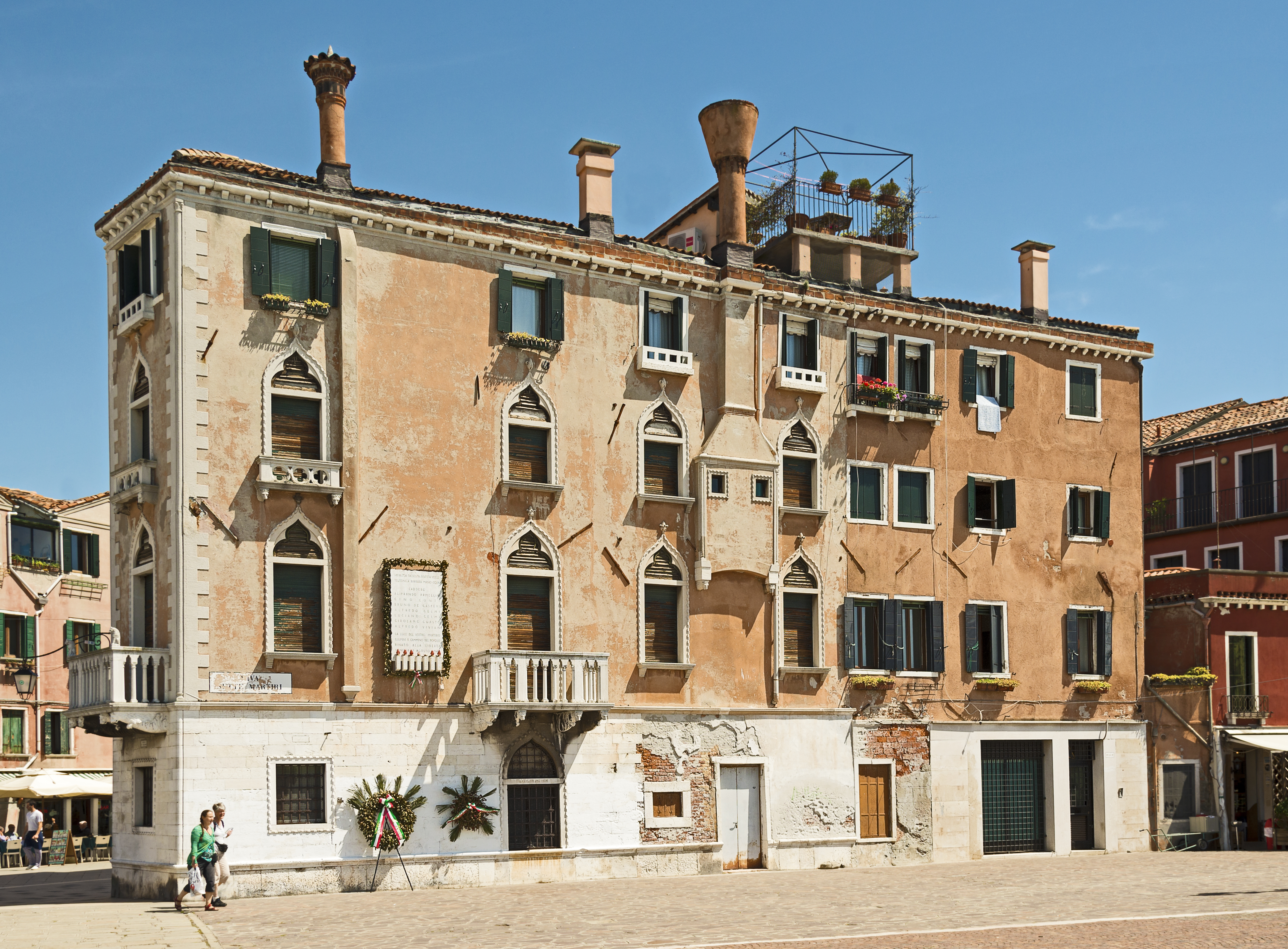
La casa de John Cabot a Venècia.

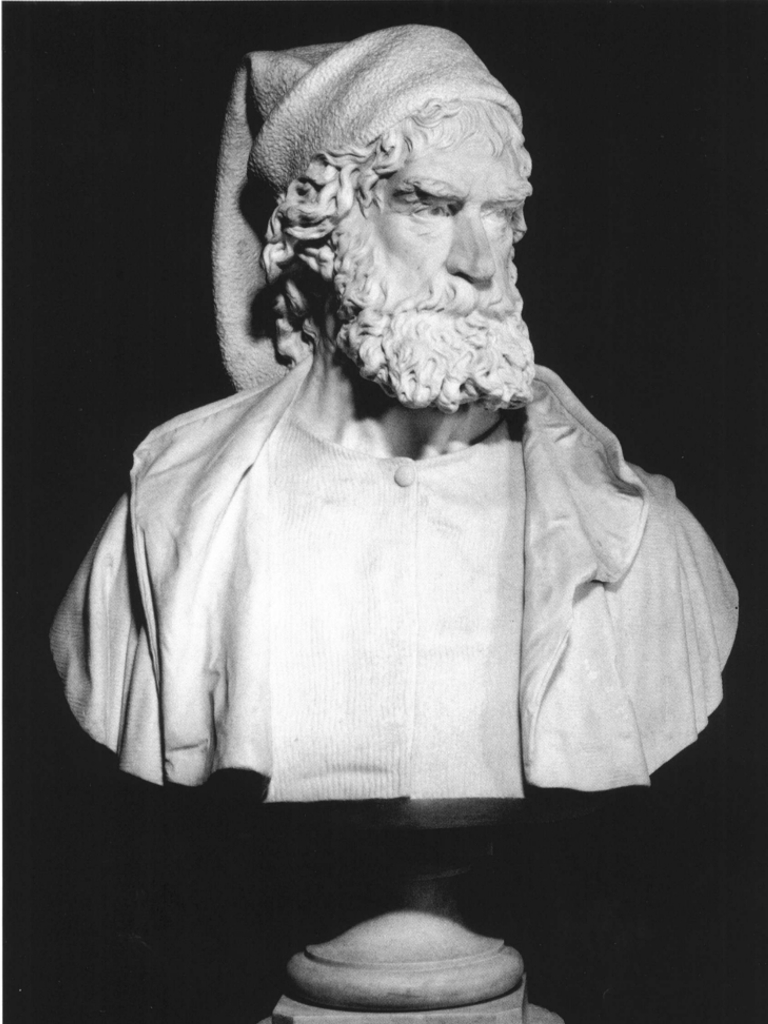
Bust de Giovanni Cabot

El lloc de naixença i el cognom de Cabot són tots dos controvertits, tot i que sovint es pensa que va nàixer a Itàlia. A Itàlia se'l coneix sota la forma Giovanni Caboto, a Espanya li deien Juan Caboto i a Anglaterra, John Cabot, formes que representen l'ús que es feia en els documents del segle xv que el descriuen. Existeixen molt pocs documents on es pot trobar la seva signatura. Són documents testamentals venecians del 1484, que signà com a Zuan Chabotto, ja que Zuan és la forma vèneta de Joan. Existeix també la teoria d'un origen català de Cabot que fou introduïda per Ricard Carreras i Valls recolzant-se sobre alguns elements com l'existència d'un navegant barceloní anomenat Joan Cabot (documentada el 1512) i, a Mallorca, d'un Sebastià Cabot coetani del famós navegant i sobretot pel fet que el cognom Cabot té molt arrelament a certs indrets de les terres de parla catalana.
El seu cognom, derivat del llatí caput (= cap), fa referència a un tipus de peix, i potser era un sobrenom que es va convertir en hereditari.
Era fill de Giulio Caboto i la seva esposa; tenia un germà, Piero. Gaeta (a la província de Latina) i Castiglione Chiavarese (a la província de Gènova) han estat proposades com el seu lloc de naixement. La principal evidència de Gaeta són els registres d'una família Caboto que hi va residir fins a mitjans del segle xv, però que va deixar de ser rastrejable després del 1443.
Pedro de Ayala, l'enviat de Castella i contemporani de Cabot a Londres, el va descriure en una carta a la Corona el 1498 com un altre genovès com Colom. Cabot va ser nomenat ciutadà de la República de Venècia el 1476; com que la ciutadania requeria un mínim de quinze anys de residència a la ciutat, havia d'haver viscut a Venècia des d'almenys el 1461.

## Temor a l'Oceà[calcitació]
Durant molts segles, Europa visqué alimentant un temor supersticiós a l'oceà. Encara que els fenicis iniciaren fa mil·lennis, una navegació que, a vegades, els portava fins a les illes britàniques i Escandinàvia, i no obstant el fet que els valents navegants escandinaus, en plena edat mitjana, feien llurs incursions sobre Europa occidental, seguint camins a través de la mar del Nord i el Cantàbric, les rutes regulars dels mercaders, quan havien de solcar les aigües de la que anomenaven la mar oceana, es limitaven a trajectòries costaneres d'un port a un altre.
Els navegants, en general, només es consagraven a una activitat nàutica que no els allunyés massa de les costes; fins i tot els pescadors, acostumats a la mar per mor de la seva tasca quotidiana, no s'allunyaven si no era per accident dels seus ports d'origen, i les embarcacions mateixes no estaven construïdes més que per aquesta breu navegació que s'iniciava amb les primeres hores del matí i acabava en caure l'hora baixa de la mateixa jornada.
Aquests fets demostraren la tesi de l'esfericitat de la Terra i amb ella la noció que seria possible comunicar-se amb Orient per una nova ruta: la del nord-oest. Així ho suggerí un mariner venecià (malgrat que nascut a Gènova), nomenat John Cabot o Caboto, a alguns comerciants anglesos de la ciutat de Bristol, on residia des de 1490.

## Biografia

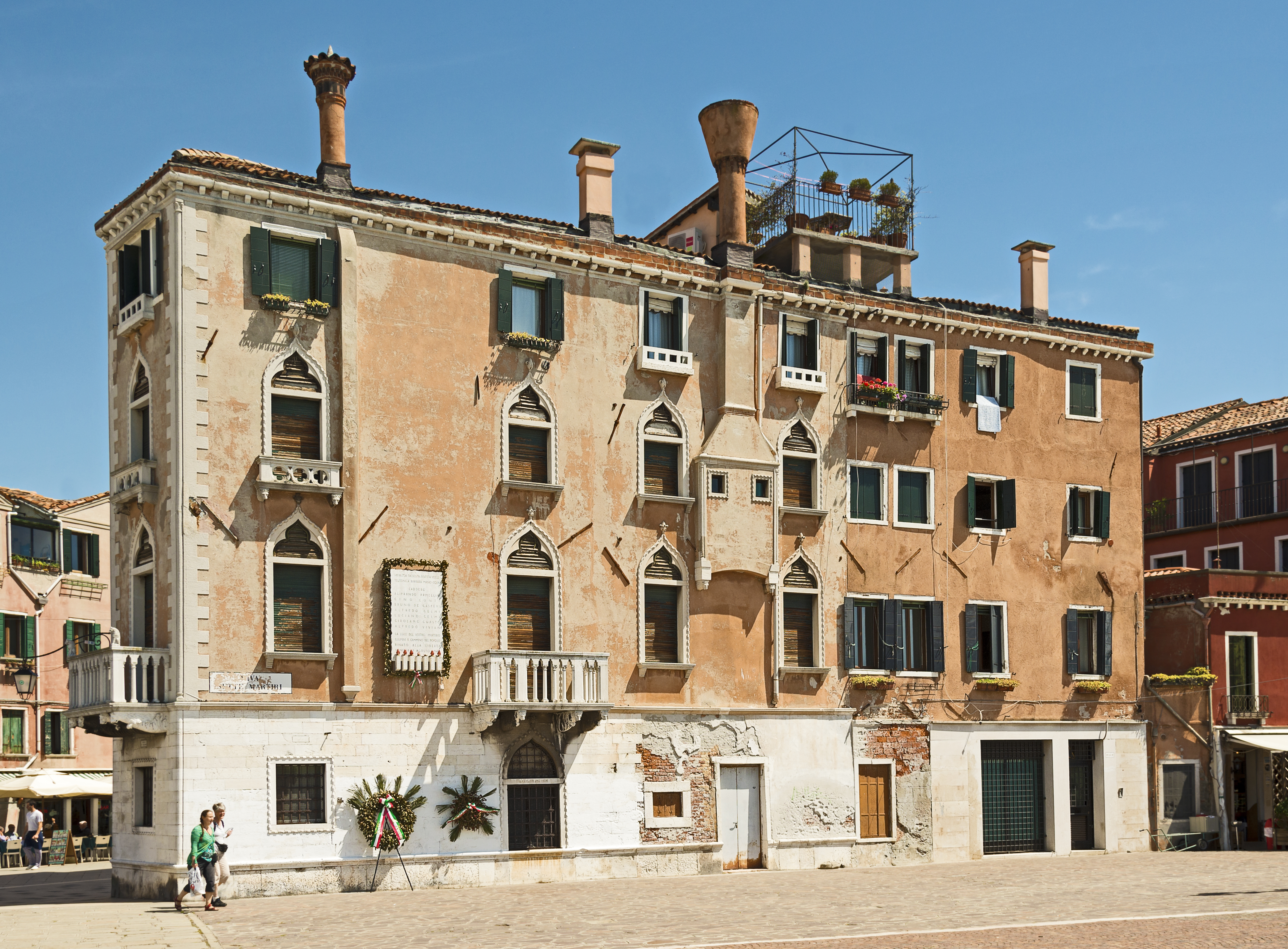
Casa de Giovanni Caboto a Venècia

Cabot podria haver nascut una mica abans del 1450, que és la data aproximada que més se sol donar per al seu naixement. El 1471 Cabot va ser acceptat a la confraria religiosa de la Scuola Grande di San Giovanni Evangelista. Com que aquesta era una de les confraries més prestigioses de la ciutat, la seva acceptació suggereix que ja era un membre respectat de la comunitat.
Un cop va obtenir la plena ciutadania veneciana el 1476, Cabot hauria pogut participar en el comerç marítim, inclòs el comerç amb la Mediterrània oriental, que era la font de gran part de la riquesa de Venècia. Presumiblement va entrar en aquest comerç poc després. Un document de 1483 fa referència a la seva venda d'un esclau a Creta que havia adquirit mentre era als territoris del sultà d'Egipte, que aleshores comprenien la major part del que ara és Palestina, Síria i el Líban. Això no és suficient per demostrar l'afirmació posterior de Cabot que havia visitat la Meca, com va dir el 1497 a l'ambaixador milanès a Londres. En aquest comerç mediterrani, potser va adquirir un millor coneixement dels orígens de les mercaderies orientals amb què hauria estat traficant (com ara espècies i sedes) que la majoria dels europeus d'aquella època.
Zuan Cabotto s'esmenta en diversos registres venecians de finals de la dècada de 1480. Això indica que el 1484 estava casat amb Mattea i ja tenia diversos fills. Els fills de Cabot van ser Ludovico, Sebastià i Sancto. Les fonts venecianes contenen referències a la participació de Cabot en la construcció de cases a la ciutat. Potser es va basar en aquesta experiència quan va buscar feina més tard a Castella com a enginyer civil.

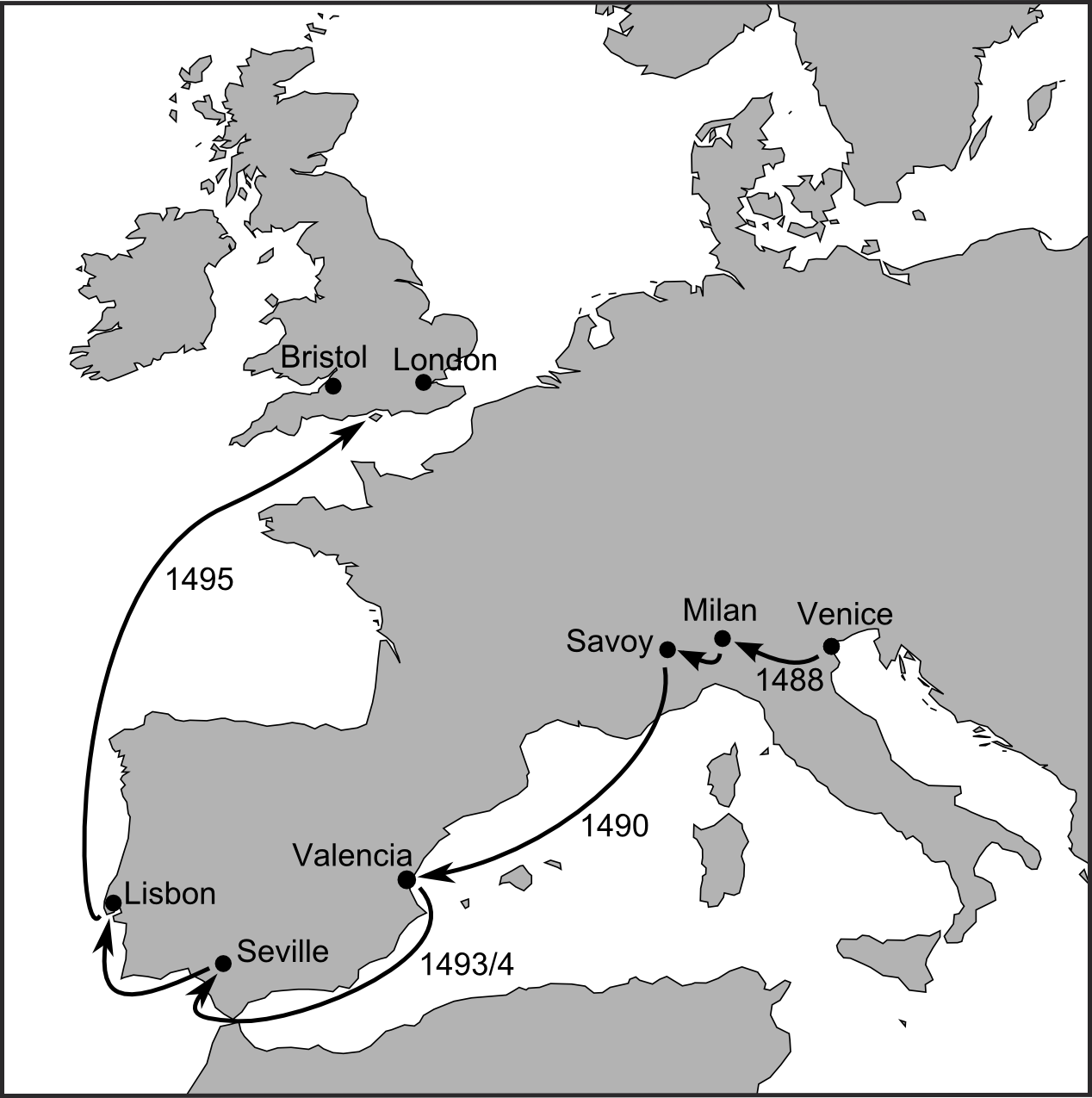
Viatges de Cabot per Europa, 1488–95, després de la seva fugida de Venècia

Sembla que Cabot va tenir problemes financers a finals de la dècada de 1480 i va abandonar Venècia com a deutor insolvent el 5 de novembre de 1488. Es va traslladar a València, on els seus creditors van intentar arrestar-lo enviant una lettera di raccomandazione a giustizia ('carta de recomanació a la justícia') a les autoritats. Mentre era a València, John Cabot Montecalunya (com se l'anomena als documents locals) va proposar plans per a millores al port. Tanmateix, aquestes propostes van ser rebutjades. A principis de 1494 es va traslladar a Sevilla, on va ser contractat per construir i, durant cinc mesos, va treballar en la construcció d'un pont de pedra sobre el riu Guadalquivir. Aquest projecte va ser abandonat després d'una decisió de l'Ajuntament el 24 de desembre de 1494. Després d'això, sembla que Cabot va buscar suport a Sevilla i Lisboa per a una expedició atlàntica, abans de traslladar-se a Londres per buscar finançament i suport polític. Probablement va arribar a Anglaterra a mitjans de 1495.

## Viatges

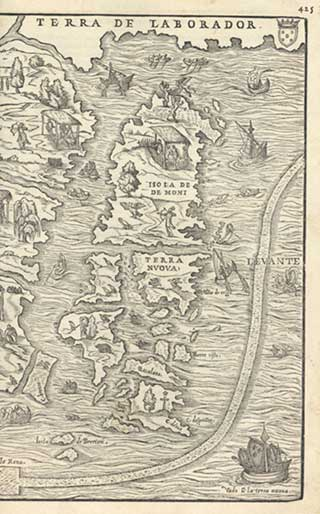
Carta del de les terres explorades per Cabot.

John Cabot es posà en contacte amb alguns mercaders i amb el mateix rei d'Anglaterra, Enric VII, que estava molt interessat en el descobriment d'un camí envers Orient. Enric VII concedí a Cabot i als seus tres fills el dret a buscar illes i països pagans amb 5 vaixells sota bandera anglesa.
El 1496 Cabot va partir de Bristol amb un vaixell, però no va aconseguir anar més enllà d'Islàndia i es va veure obligat a tornar a causa de disputes amb la tripulació. En un segon intent, Cabot va partir novament de Bristol amb un únic vaixell, el Matthew, un petit i ràpid vaixell de 50 tones i amb 18 tripulants. Va salpar el maig de 1497 i va navegar fins al cap Dursey, Irlanda. Va arribar a la costa de Terranova el 24 de juny de 1497, creient que eren les costes asiàtiques de Cipangu. El lloc precís és controvertit, i es discuteix entre el cap Bonavista i St John's a l'illa de Terranova, i l'illa del Cap Bretó, a Nova Escòcia, la península del Labrador o Maine. Amb tot, el cap Bonavista és el lloc d'arribada reconegut oficialment pels governs del Canadà i el Regne Unit. Els seus homes poden haver estat els primers europeus a posar peu a Amèrica del Nord des dels vikings, ja que Cristòfol Colom no va trobar terres continentals a Sud-amèrica fins al seu tercer viatge, el 1498. Cabot va anar posar peu a terra per prendre possessió de la mateixa i va explorar la costa durant algun temps i partí el 20 de juliol de tornada. En aquest viatge, els seus mariners van pensar incorrectament que anaven massa allunyats al nord, de manera que Cabot va navegar un curs més al sud, arribant a Bretanya en lloc d'Anglaterra, i el 6 d'agost va tornar a Bristol.
De retorn a Anglaterra, Cabot va ser nomenat Almirall i premiat amb 10 lliures i una nova patent real per un nou viatge. Més tard se li va concedir una pensió de 20 lliures l'any. El 1498 va partir de nou al comandament d'una expedició de 5 vaixells. Un d'ells va tornar a un port irlandès pels danys causats per una tempesta. Després de ser reparat el vaixell va salpar de nou en direcció oest. De Cabot i la seva expedició, mai més no hi va haver notícies, tot i que se suposa que van arribar fins a Groenlàndia pel nord i la badia de Chesapeake pel sud.
Els descobriments de Cabot van ser la base per a les reivindicacions angleses sobre Amèrica del Nord.

## Reconeixements
Molts llocs i monuments duen el nom en honor seu. A la zona de Terranova, on feu les seves exploracions, hi ha l'estret Cabot, el cap Cabot, el cantó de Cabot (Ontario), Cabot Square (una plaça de Mont-real), la Torre Cabot i Cabot Trail (una ruta turística de l'illa del Cap Bretó). A Bristol, el seu lloc de residència, es troben la Torre Cabot, el districte electoral de Cabot i el centre comercial Cabot Circus. A Londres hi ha una plaça en honor seu: Cabot Square. Als Estats Units, diversos vaixells de la marina duen o han duit el nom del USS Cabot i també és el cas de l'HMCS Cabot de la marina canadenca. També duen el seu nom una universitat de Roma, la Universitat John Cabot, i un asteroide descobert el 1940: (7317) Cabot.
Un retrat seu del 1762 s'exposa a les parets del Palau Ducal de Venècia. Hi ha una estàtua seva del 1952 a l'ajuntament de Bristol, encara que fou reanomenada, ja que presenta diversos anacronismes. Una altra estàtua en honor seu és del 1985 i es troba al Port de Bristol. A Amèrica, hi ha tres estàtues: una a Mont-real, una altra a la ciutat de Saint John's i una altra al Cap Bonavista, un dels possibles llocs de desembarcament del navegant a Amèrica. També hi ha un monument commemoratiu a un altre dels possibles llocs de desembarcament, el Cap Bretó. Una rèplica del seu vaixell Matthew fou construïda a Bristol per commemorar el cinquè centenari del seu viatge el 1997.

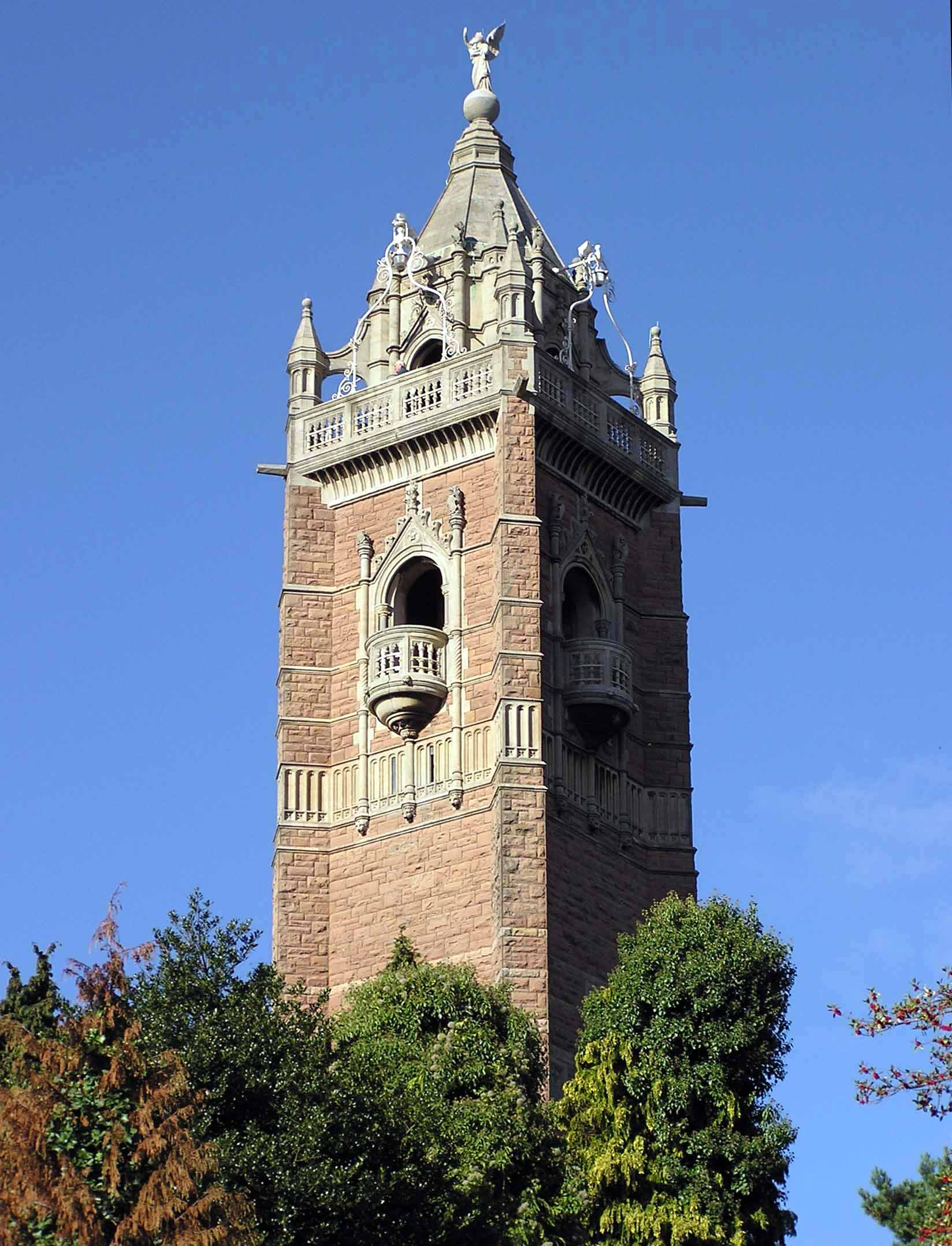
Torre Cabot de Bristol
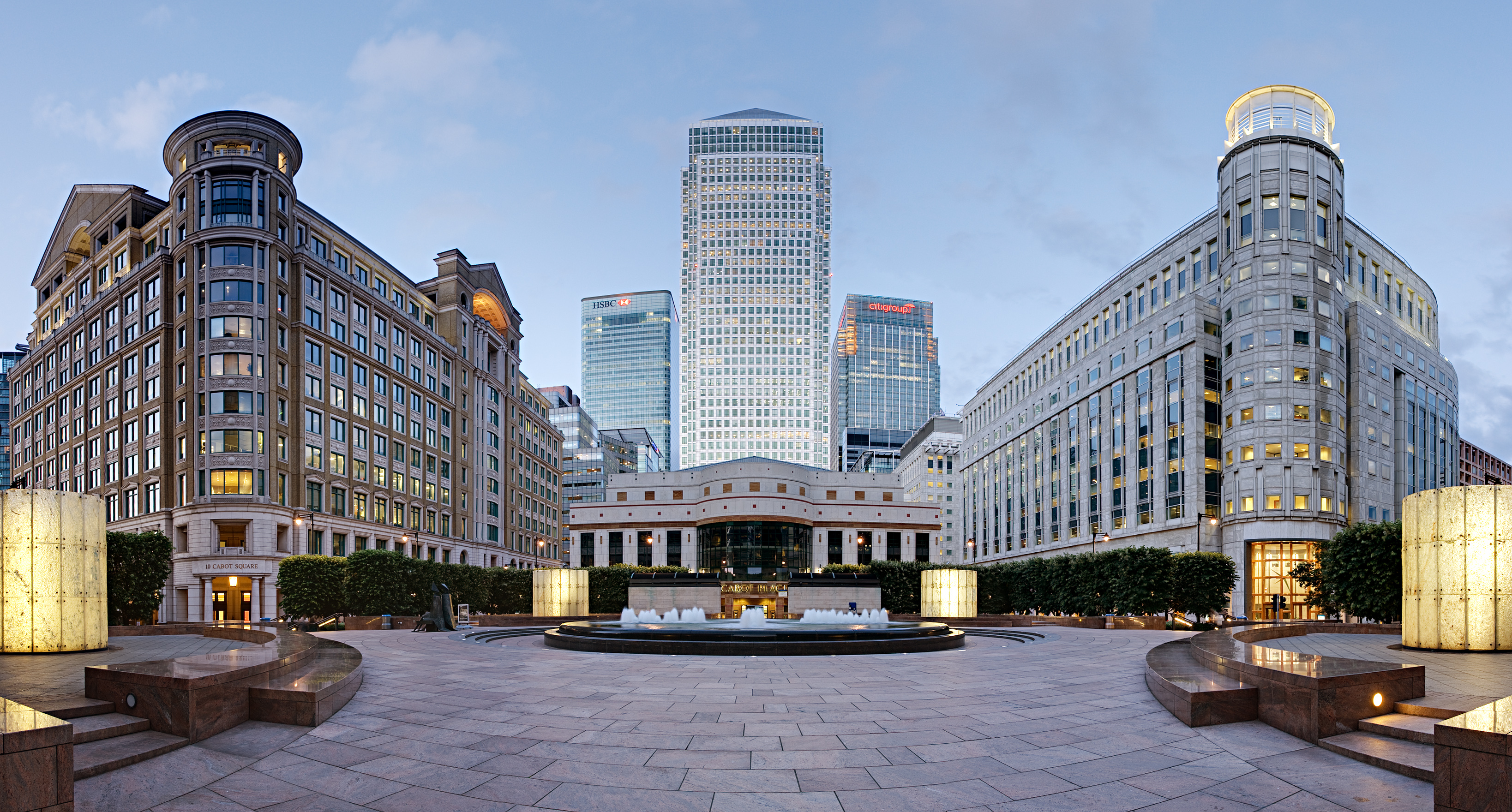
La Cabot Square de Londres
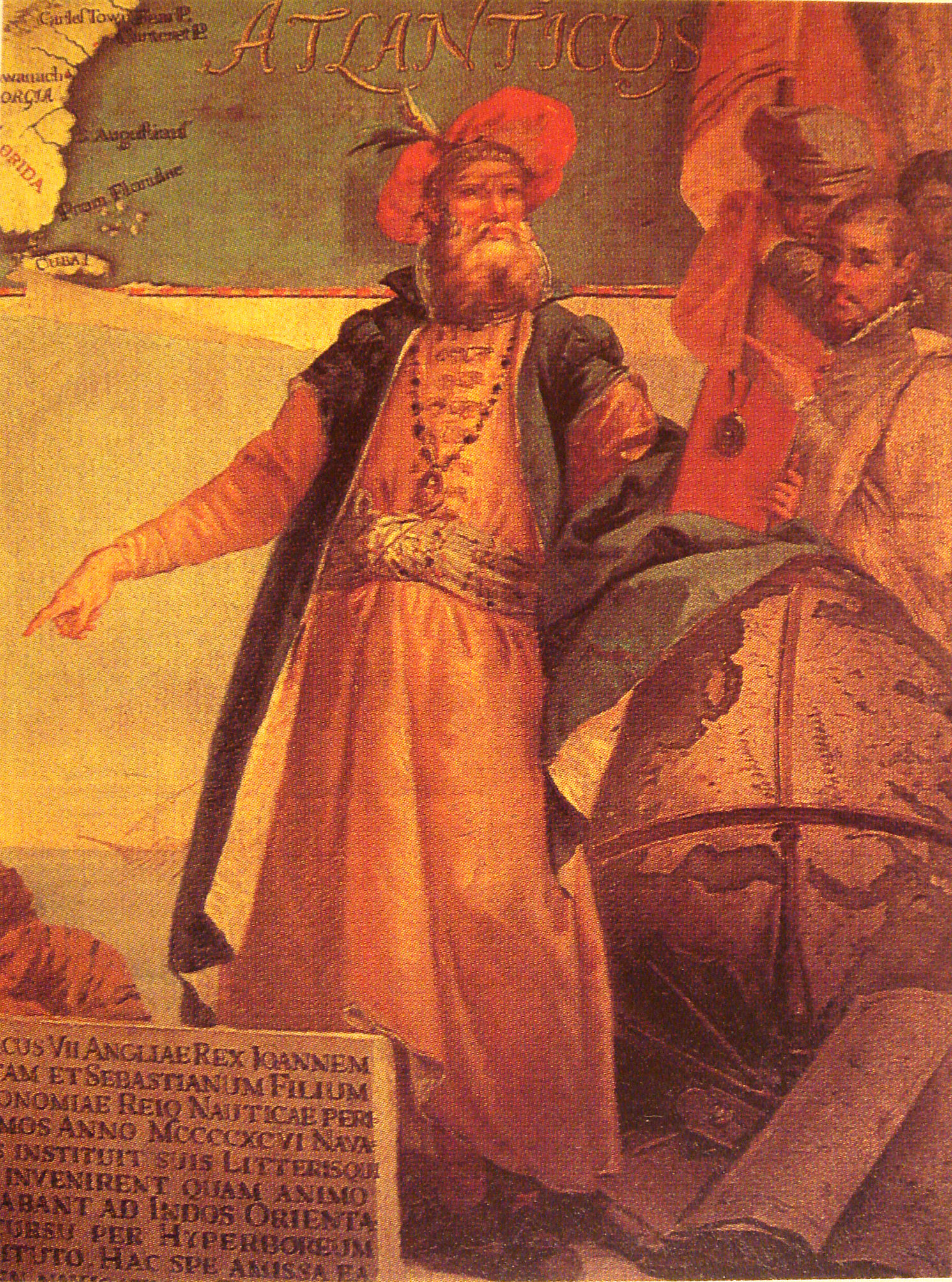
El quadre del Palau Ducal de Venècia
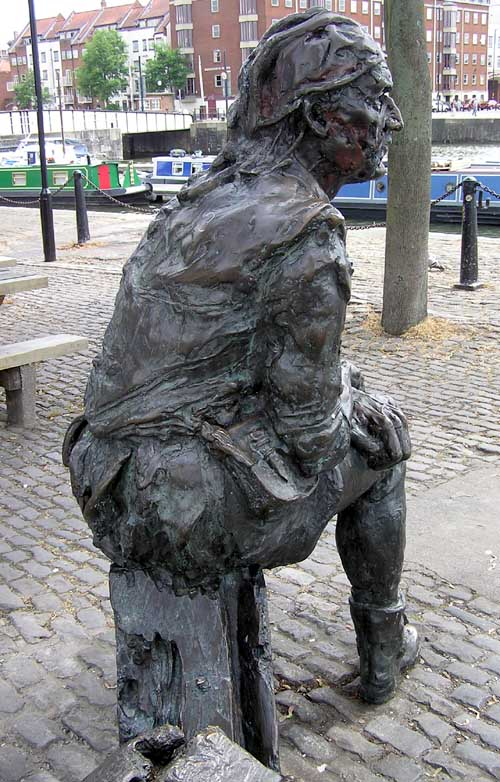
L'estàtua del Port de Bristol
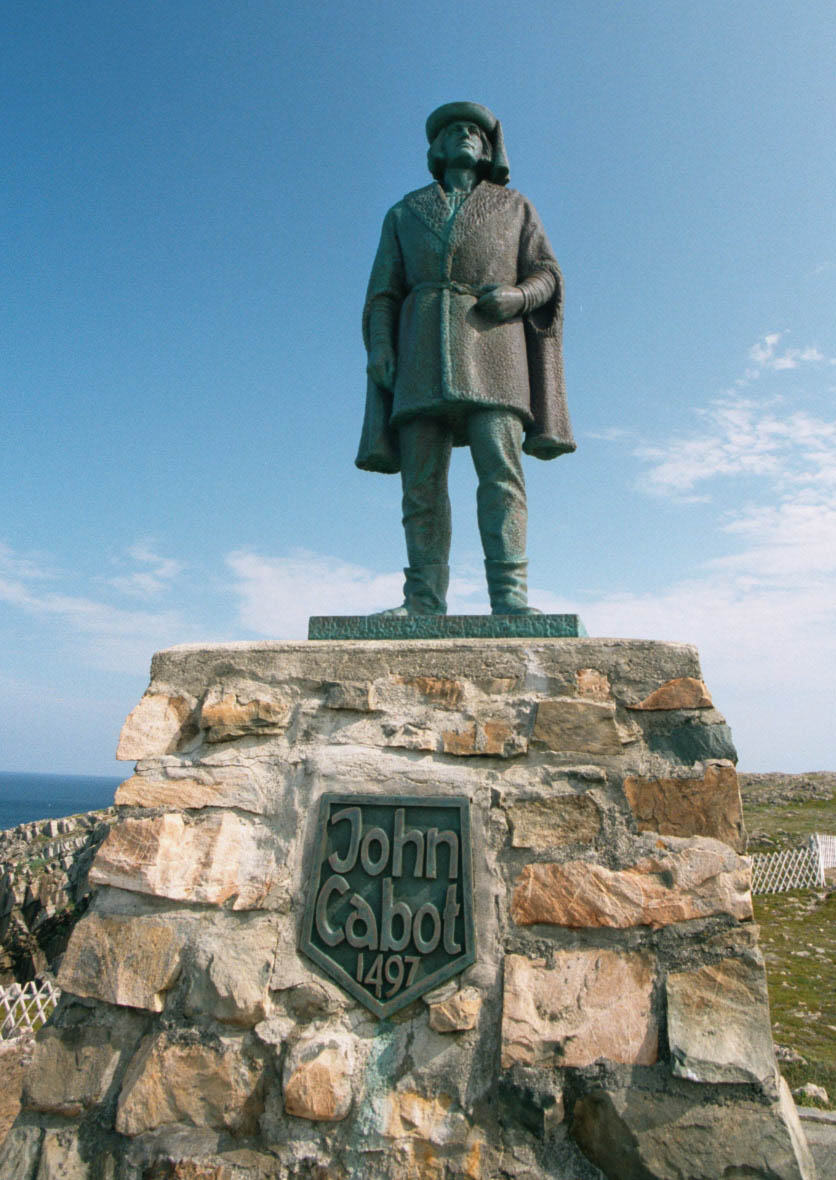
L'estàtua del Cap Bonavista
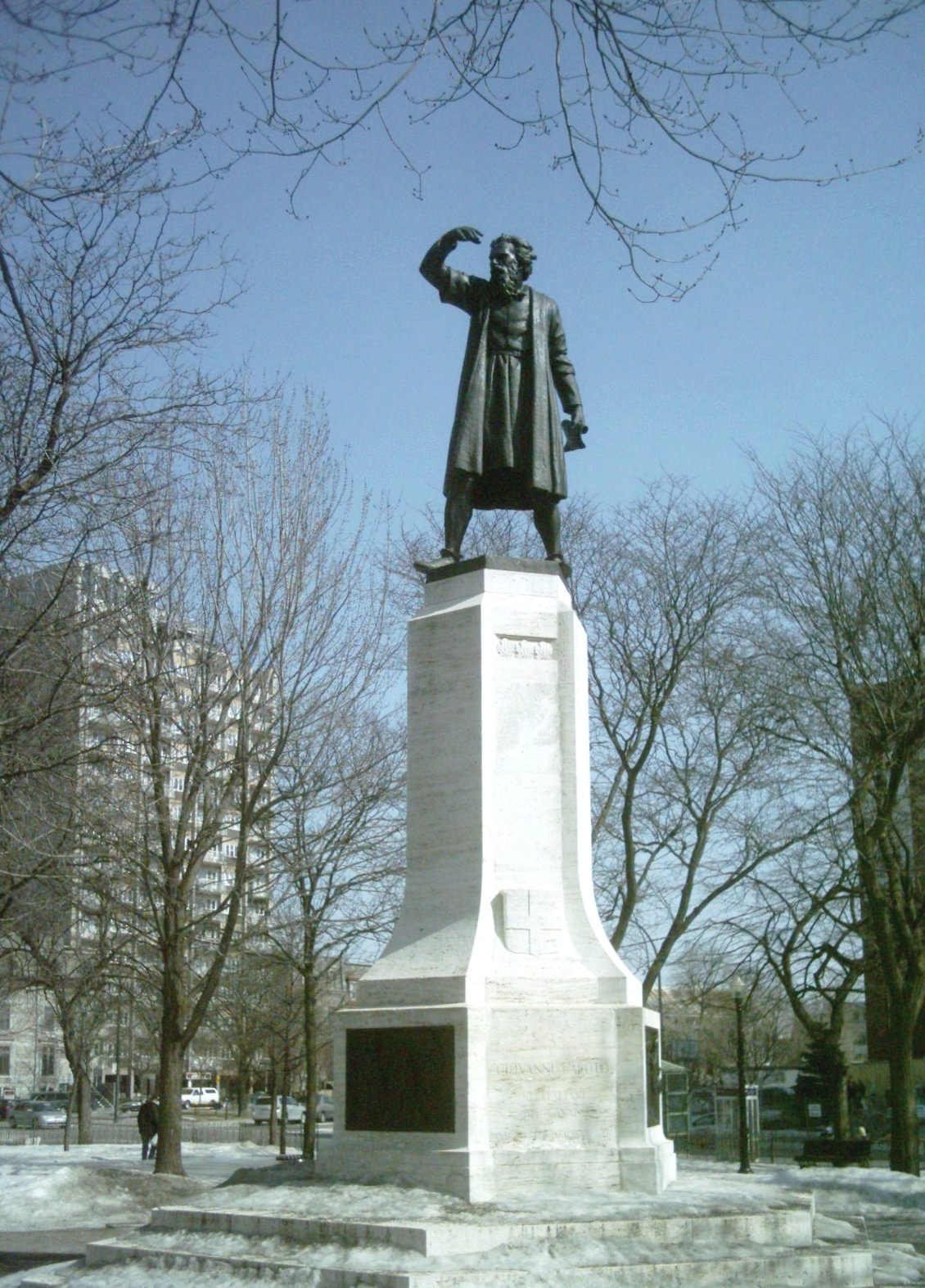
L'estàtua de Mont-real, a la plaça Cabot
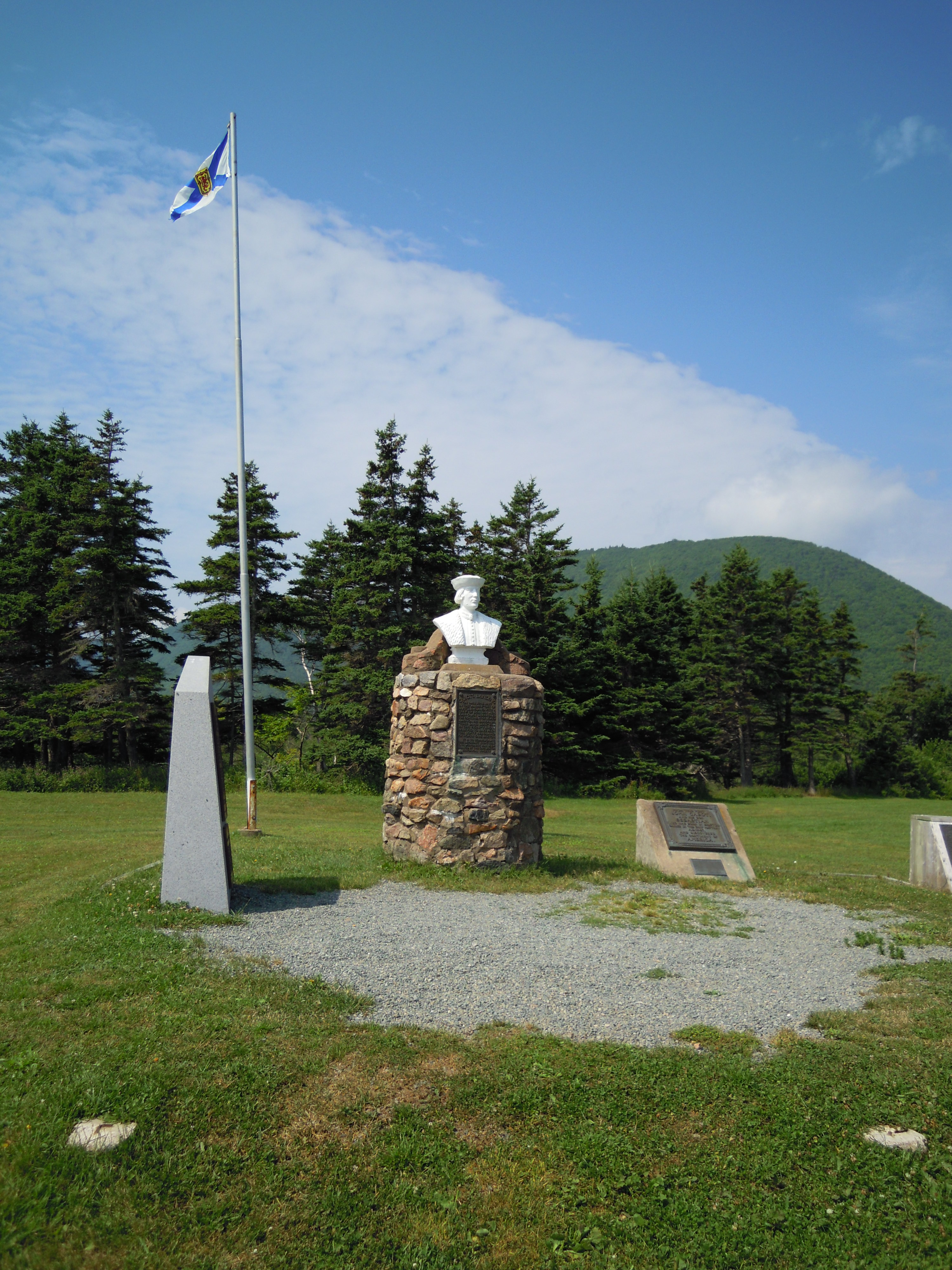
Monument commemoratiu a l'illa del Cap Bretó
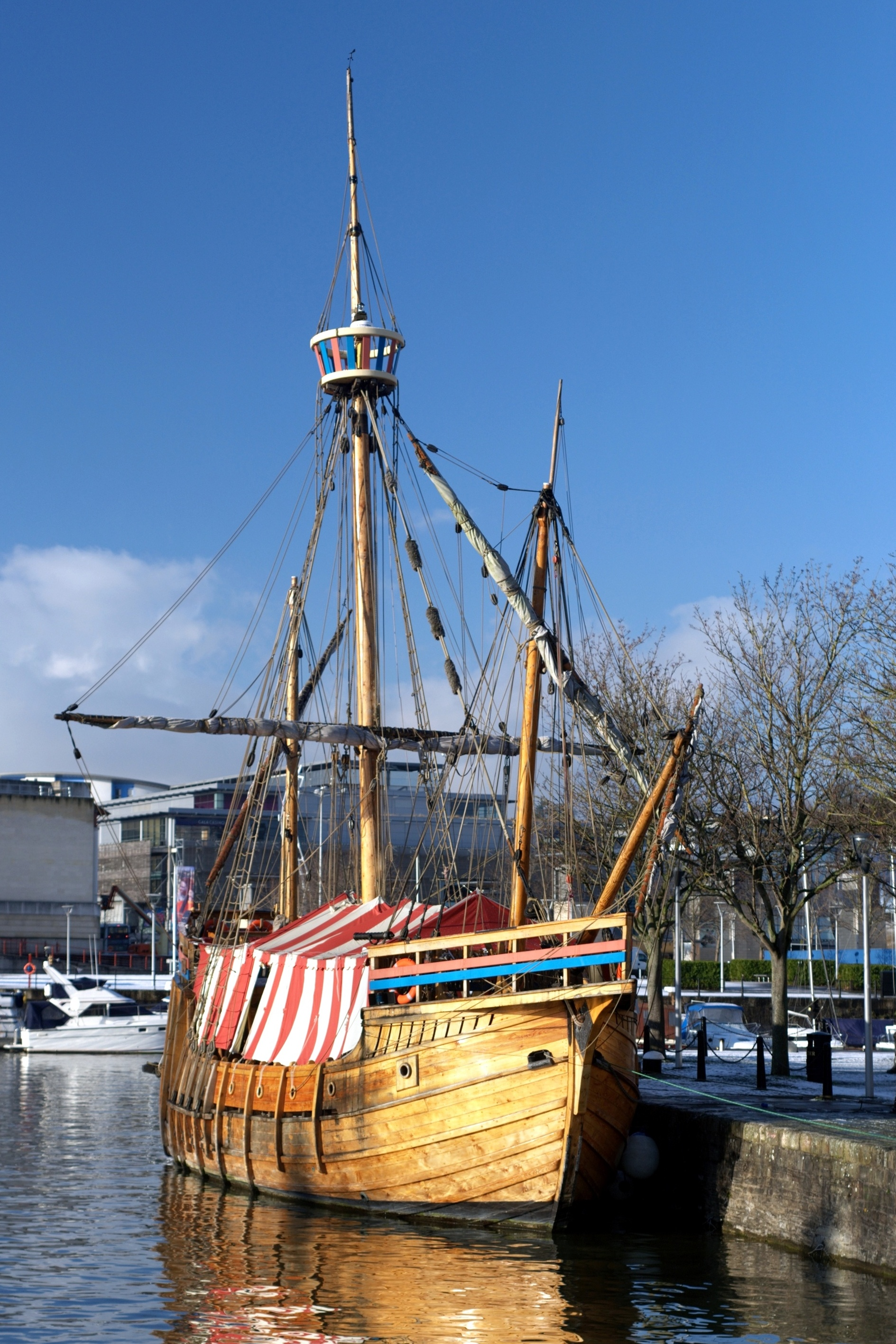
La rèplica del Matthew